# Nyelv- és Irodalomtudományi Közlemények
Nyelv- és Irodalomtudományi Közlemények : Studii și cercetări de lingvistică si istorie literară. (NyIrK) Magyar nyelv- és irodalomtudományi folyóirat. Kiadó: Academia Română. Székhely: Kolozsvár. Periodicitás: változó (negyedévente/évente kétszer). Indulás éve: 1957. ISSN 0567-6223

## Története
A Román Akadémia Nyelv- és Irodalomtudományi Osztályának magyar nyelvű folyóirata. 1957-ben indult, s 1999-ig bezárólag 76 füzete jelent meg. Az első három évfolyam egy-egy füzetben mint 1-4. szám, az 1960-as évfolyam már két füzetben mint 1-2. és 3-4. szám, 1961-től évi két füzetben mint 1. és 2. szám került ki a sajtó alól. Kivétel 1974, amikor csak egyetlen füzetben adták ki, mert az addig tervezett terjedelmet felső utasításra 400 lapról 200-ra csökkentették. Az 1982-es, 1991-es és 1993-as évfolyam megint csak egy-egy füzetben, de dupla számként került az olvasók elé. A példányszám kezdetben ezer körül mozgott, 1974-től 5-600, 1993-tól csupán 350, 1997-ben megint 950, de utána ismét visszaesett 300-ra. Csak a megrendelők kapják, szabad árusításba sohasem került. Az Akadémiai Könyvtár számos példányt cserepéldányként küld szét a világba.
Az I. évfolyam főszerkesztője Jancsó Elemér, mivel azonban az Akadémia akkori határozata szerint csak akadémikusok tölthetik be ezt a tisztséget, helyébe Nagy István került, utána 1978-tól Gáll Ernő, akit – a laptól való kényszerű kiválása után – Szabó Zoltán követett.
Szerkesztőbizottsági tagok 1957-től Emil Petrovici, Kelemen Béla, Márton Gyula, Szabó T. Attila, 1964-től Sőni Pál és Csák László is. Utóbbit 1968-ban felváltotta Murádin László. 1970-től a bizottság tagjai: Kelemen Béla, Ioan Pătruţ, Abafáy Gusztáv, Antal Árpád, Márton Gyula, Gavril Scridon, Sőni Pál, Szabó T. Attila, Murádin László. 1974-ben Szabó T. Attila kivált, 1978-ban a szerkesztőség tagja lett Szigeti József, Teiszler Pál, Ileana Câmpeanu, 1984-től új tagok: Cs. Gyimesi Éva, Kozma Dezső, Mózes Huba és Péntek János, 1995-től Egyed Emese is.
A NyIrK tárgyköreit lényegében a nyelvészet és az irodalomtudomány között osztja meg, de nem zárkózik el más, humán jellegű szaktudományok, így a folklór vagy a művelődéstörténet elől sem. A lap akadémiai típusának ismérvei: a szaktudományi jelleg és az esszészerű hangvétel bizonyos fokú elkülönítése, a munkatársak megválogatása szakmájuk – kutató, nyelvész, irodalomtörténész, esztéta, kritikus mivoltuk – szerint, eredeti kutatási eredményekre támaszkodó közlemények közzététele. Az írások szerzői túlnyomó többségükben a Román Akadémia kolozsvári fiókjának kutatóiból és a kolozsvári egyetem magyar tanszékeinek tagjaiból kerülnek ki. Kívülük elsősorban a tanszékek irányította doktoranduszok vannak jelen a folyóiratban, valamint ugyancsak a tanszékek vezetésével írott államvizsga-dolgozatok szerzői. Őket egészíti ki a nem kolozsvári s nem a helyi intézményekhez tartozó szerzők, esetenként külföldi tanulmányírók köre.
A folyóiratnak a közölt anyag terjedelmére és jellegére utaló rovatai: Tanulmányok, Kisebb Közlemények, Adattár, Szemle, Hírek. Egészében a lap hű tükre a hazai nyelv- és irodalomtudomány állapotának. Viszonylag nagyobb teret kap a felvilágosodás irodalma, valamint a román-magyar kapcsolatok témája.
A hírlapirodalommal kapcsolatban a Korunk, Erdélyi Múzeum, Utunk, Termés, Bukaresti Hírlap, Keleti Újság, Vasárnapi Újság és Keleti Virágok történetéről, anyagáról, szemléletéről szóló közlésekkel találkozunk. Szerepel a lapban a színjátszás, színháztörténet, könyvtártörténet is. Külön kiemelendő az irodalmi levelezések anyaga az Adattár-rovatban: Ady Endre, Aranka György, Áprily Lajos, Arany János, Bánffy Miklós, Bárd Oszkár, Benedek Elek, Benkő József, Bitay Árpád, Dsida Jenő, Gaál Gábor, Gozsdu Elek, Gyulai Pál, Emil Isac, Jancsó Béla, Jászai Mari, Kazinczy Ferenc, Kelemen Lajos, Kiss Ernő, Koncz József, Kós Károly, Kovács László, Kristóf György, Kriza János, Németh László, Sipos Domokos, Tolnai Lajos levelezésének darabjait ismerhetjük meg.
A nyelvtudományt a folyóiratban mindenekelőtt a nyelvjárástan képviseli: a nyelvjárások hang- és alaktani jelenségeinek bemutatása, a tájszóközlés, a lexikológiai, névtani és nyelvföldrajzi vizsgálatok; szintaktikai kutatások, a román-magyar-szász nyelvi kölcsönhatás vizsgálata, a leíró nyelvtan, a stilisztika (az orális stílus, tárgyias-intellektuális stílus, a szecessziós stílus, a metafora, a szabad függő beszéd, a nominális szerkesztésmód vizsgálata), a magyar nyelv múltja, a nyelvtörténet.
Érdeme a lapnak, hogy megindította a hely- és személynévkutatást, s folyamatosan csaknem másfél száz település helyneveit tette közzé. Tág teret kap a szakszókincs, így a fazekasság, szénégetés (Márton Béla), fakitermelés, posztóványolás, tímármesterség, dohánytermesztés szakszavainak gyűjtése és feldolgozása. Bár kis mértékben, de fellelhető a folyóiratban a szótári irodalom, szociolingvisztika, etnolingvisztika is.
Kellő súlyt kap a Nyelv- és Irodalomtudományi Közlemények hasábjain a folklórtudomány köréből a balladakutatás és a finnugor népek költészete, a művelődés és tudomány történetéből az olvasókörök, olvasótársulatok, könyvtárak és iskolák története, továbbá a zenetörténet és a rovásírás kérdésköre is.

## Állományadatok[1]
1.1957:1-4--4.1960:1-4; 5.1961:1-2--21.1977:1-2; 22.1978:1; 23.1979:1-2--36.1992:1-2; 38.1994:2; 39.1995:1-4; 40.1996:1-4; 41.1997:1-2; 42.1998:1-2; 43.1999:1-2; 44.2000:1/2; 46.2002:1/2; 47.2003:1/2; 48.2004:1/2; 50.2006:1/2; 51.2007:1/2; 52.2008:1/2; 53.2009:1/2; 54.2010:1-2.

## Külső hivatkozások
- Nyelv és Irodalomtudományi Közlemények 1957-1990 (repertórium)
- NyIrK a Szabó T. Attila Nyelvi Intézet (SzTANyI) honlapján